# زاوية الشرادي (الأوداية)
زاوية الشرادي هي إحدى مشيخات المملكة المغربية، تتبع جغرافيا لعمالة مراكش وإداريًا لالأوداية. يقدر عدد سكانها بـ 7674 نسمة حسب الإحصاء الرسمي للسكان والسكنى لسنة 2004.